# Thiruvananthapuram Kombans Football Club
Il Thiruvananthapuram Kombans Football Club è una società calcistica indiana con sede nella città di Thiruvananthapuram, nel Kerala, che milita nella Super League Kerala dal 2024.

## Storia
Il Thiruvananthapuram Kombans ha debuttato nella Super League Kerala 2024 il 10 settembre 2024, in una partita contro il Calicut. Tenutasi all'EMS Stadium, la partita si è conclusa con un pareggio 1-1. Il Thiruvananthapuram Kombans ha ottenuto la sua prima vittoria nella Super League Kerala 2024 il 16 settembre, sconfiggendo il Thrissur Magic FC 2-0 nel suo campo.

## Proprietà e finanze
I proprietari del Thiruvananthapuram Kombans sono la principessa Gowri Parvathi Bayi, membro dell'ex famiglia reale di Travancore, il dottor Shashi Tharoor MP, Jacob Punnoose IPS, il dottor Mohammed Illias Sahadulla, presidente e amministratore delegato del KIMS Hospital, KC Chandrahasan, amministratore delegato di Kerala Travels, TJ Mathews, comproprietario del Kovalam FC, G. Vijaya Raghavan, fondatore di Technopark, R. Anil Kumar e NS Abhayakumar.

## Stadio

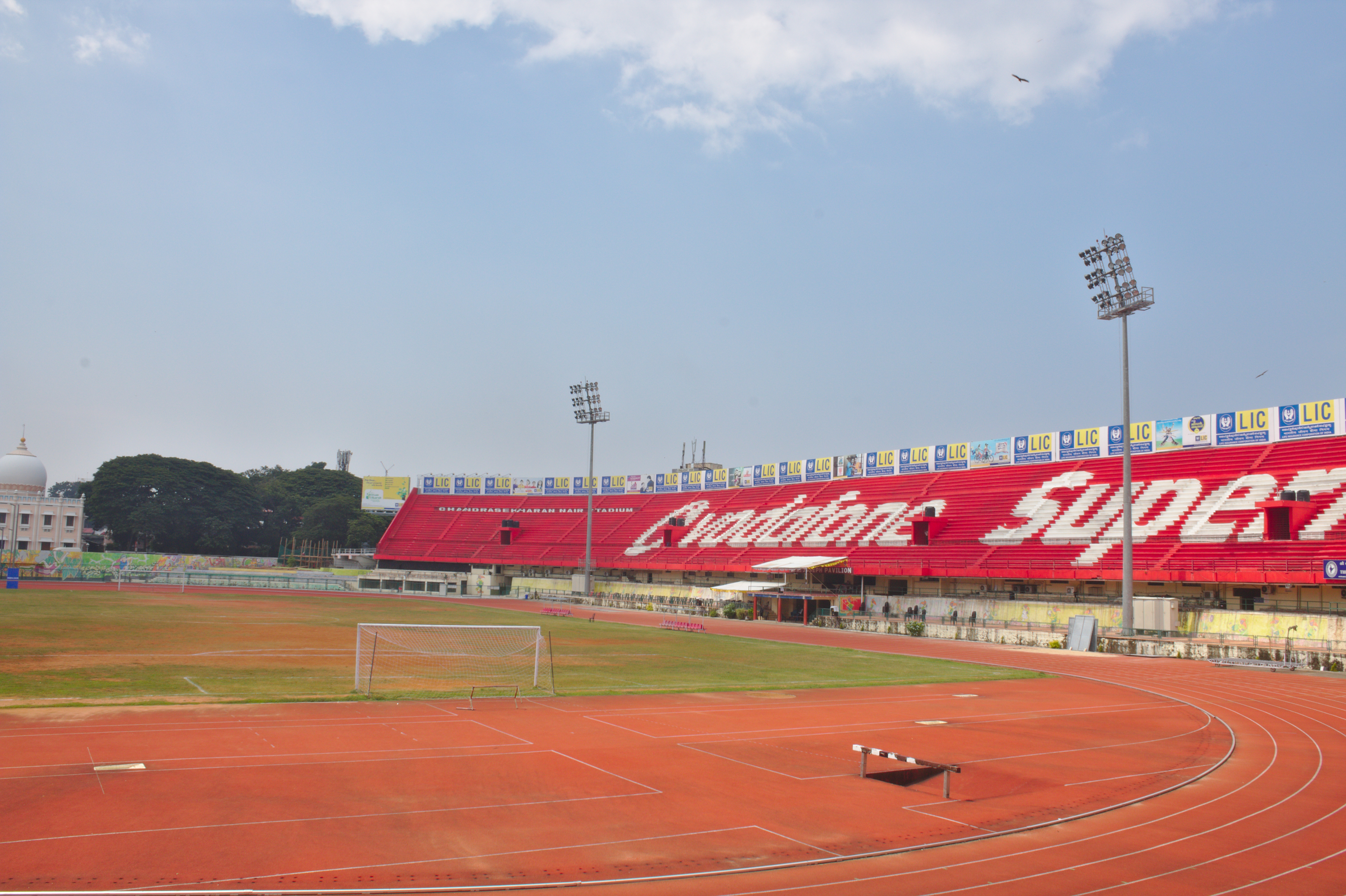
Chandrasekharan Nair Stadium

La squadra gioca le sue partite casalinghe al Chandrasekharan Nair Stadium, situato a Thiruvananthapuram. Questo stadio storico ospita varie partite di calcio nazionali e regionali. La dirigenza del Thiruvananthapuram Kombans si è impegnata a investire ₹ 2,5 crore per l'ammodernamento dello stadio.

## Allenatori e presidenti
| Allenatori - 2024-attuale Sérgio Alexandre | Presidenti - 2024-attuale Mohammed Illias Sahadulla |

## Organico

### Rosa
| N. |                    | Ruolo | Calciatore           |
| -- | ------------------ | ----- | -------------------- |
| 1  | Brasile (bandiera) | P     | Michel Americo       |
| 3  | Brasile (bandiera) | D     | Renan Januario       |
| 4  | India (bandiera)   | D     | Akhil J. Chandran    |
| 5  | India (bandiera)   | D     | Abdul Badish C.      |
| 6  | India (bandiera)   | C     | Seesan Selvan        |
| 7  | India (bandiera)   | A     | Marcos Wilder        |
| 8  | Brasile (bandiera) | C     | Patrick Mota         |
| 9  | Brasile (bandiera) | A     | Autemar Bispo        |
| 10 | Brasile (bandiera) | C     | Davi Kuhn            |
| 12 | India (bandiera)   | D     | K. P. Sharath        |
| 13 | India (bandiera)   | A     | Ganesh U.            |
| 16 | India (bandiera)   | A     | Shihad Nelliparamban |

| N. |                  | Ruolo | Calciatore        |
| -- | ---------------- | ----- | ----------------- |
| 17 | India (bandiera) | A     | T. M. Vishnu      |
| 19 | India (bandiera) | D     | Shinu Rimon       |
| 22 | India (bandiera) | A     | Akmal Shan        |
| 23 | India (bandiera) | C     | Paul Ramfangzauva |
| 30 | India (bandiera) | C     | P. M. Akshay      |
| 31 | India (bandiera) | P     | Naveen Suresh     |
| 32 | India (bandiera) | P     | Pawan Kumar       |
| 37 | India (bandiera) | C     | Manoj M.          |
| 77 | India (bandiera) | A     | Vyshnav P.        |
|    | India (bandiera) | D     | Belgin Bolster    |
|    | India (bandiera) | D     | Ravikumar Meena   |

### Staff tecnico
- Sérgio Alexandre - Allenatore
- Kali Alaudeen - Vice allenatore
- Balaji Narasimhan - Allenatore portieri